# 2005.
◄ | 20. stoljeće | 21. stoljeće | 22. stoljeće | ►
◄ | 1970-ih | 1980-ih | 1990-ih | 2000-ih | 2010-ih | 2020-ih | 2030-ih | ►
◄◄ | ◄ | 2002. | 2003. | 2004. | 2005. | 2006. | 2007. | 2008. | ► | ►►
Arhitektura • Astronautika • Astronomija • Biologija • Film • Fotografija • Glazba • Kazalište • Kemija • Kiparstvo • Knjige • Književnost • Kršćanstvo • Meteorologija • Medicina • Planinarstvo • Politika • Pravo • Promet • Slikarstvo • Strip • Šport • Televizija • Znanost • Zrakoplovstvo • Željeznički promet
2005. (rimski: MMV), bila je četvrta godina 21. stoljeća. Započela je u subotu.
Obilježena je kao Svjetska godina fizike u znak stote obljetnice Einsteinove "čudesne godine" (lat. annus mirabilis).

## Događaji

### Siječanj
- 14. siječnja – Svemirska sonda Huygens spustila se na površinu Titana, najvećeg mjeseca planeta Saturna.
- 16. siječnja – Stjepan Mesić po drugi put izabran za hrvatskog predsjednika.
- 25. siječnja – Najmanje 215 poginulih u stampedu tijekom vjerskog hodočašća u Indiji.

### Veljača
- 1. veljače – Stupio je na snagu Sporazum o stabilizaciji i pridruživanju što ga je Hrvatska potpisala s Europskom unijom
- 6. veljače – Hrvatska rukometna reprezentacija osvojila je srebrnu medalju na Svjetskom rukometnom prvenstvu u Tunisu izgubivši od Španjolske rezultatom 34:40.
- 14. veljače
  - U samoubilačkom bombaškom napadu u Bejrutu poginuo je bivši libanonski premijer Rafik Hariri i najmanje 15 ostalih osoba dok ih je ozlijeđeno najmanje 135.
  - Oko 59 poginulih i 200 ozlijeđenih u požaru koji je izbio u džamiji u glavnom iranskom gradu Teheranu.
- 19. veljače – Više od 30 poginulih u samoubilačkom bombaškom napadu u Iraku.
- 22. veljače – Više od 500 poginulih i 1000 ozlijeđenih u potresu snage 6,4 po Richterovoj ljestvici u južnom Iranu.

### Ožujak
- 19. ožujka – Oko 30 poginulih i više od 50 ozlijeđenih u bombaškim napadima u Kataru i Pakistanu.
  - 59 poginulih u eksploziji rudnika u Kini.
- 20. ožujka – Potres magnitude 7 po Richterovoj ljestvici pogodio je područje zapadno od otoka Kyushu u Japanu. Poginula je jedna osoba, a ozlijeđeno ih najmanje 250.

### Travanj
- 2. travnja – Umro papa Ivan Pavao II.
- 7. travnja – Poznati britanski proizvođač automobila MG Rover odlazi u stečaj nakon propalih planova da se udruži s kineskim proizvođačem Shanghai Automotive Industry Corporation.
- 15. travnja – Na putu Zrenjanin-Novi Sad dogodila se teška prometna nesreća, kada je autobus zrenjaninske firme "Autobanat" pao s mosta u rijeku Tisu.Poginulo više od deset osoba, a nekoliko je lakše i teže ozlijeđeno. Predsjednik Srbije, Boris Tadić, iste večeri posjetio povrijeđene u zrenjaninskoj bolnici.
- 19. travnja – Joseph Ratzinger izabran za novog papu Benedikta XVI.
- 23. travnja – Na YouTubeu postavljen prvi videozapis Me at the zoo.[1]
- 25. travnja – 107 poginulih i 456 ozlijeđenih u iskakanju putničkog vlaka iz tračnica u Japanu.
- 27. travnja –  U francuskom gradu Toulouseu održan je prvi let Airbusa A380, trenutačno najvećeg putničkog zrakoplova na svijetu.

### Svibanj
- 19. svibnja – U kina je stigao film Osveta Sitha, posljednji nastavak najpoznatijeg znanstveno fantastičnog filmskog serijala Ratovi zvijezda.
- 25. svibnja – Nogometaši kluba Liverpool FC osvojili su Ligu prvaka pobijedivši AC Milan rezultatom 3:1 nakon izvođenja jedanaesteraca u finalu odigranom u Istanbulu.

### Lipanj
- 13. lipnja – U siječnju započeto suđenje pjevaču Michaelu Jacksonu završeno je oslobađajućom presudom u svih 10 optužbi za otmicu i zlostavljanje djece.

### Srpanj
- 4. srpnja – NASA-ina svemirska letjelica Deep Impact udarila u komet Tempel 1 stvorivši krater za znanstvena proučavanja.
- 6. srpnja – London dobio domaćinstvo Olimpijskih igara 2012.
- 7. srpnja –  U simultanim samoubilačkim napadima na tri vagona podzemne željeznice i jedan autobus u Londonu je poginulo 56 osoba, a ozlijeđeno ih je više od 200.
- 11. srpnja – Obilježeno deset godina od masakra u Srebrenici.
- 21. srpnja – Ponovni bombaški napad u Londonu. 4 bombe ciljane na 3 vlaka podzemne željeznice i jedan autobus nisu eksplodirale punom snagom te je ozlijeđena samo jedna osoba.
- 23. srpnja –  Višestruke eksplozije pogodile su turističko odredište Sharm el-Sheik u Egiptu ubivši više od 60 ljudi.
- 26. srpnja – Lansiran Space Shuttle Discovery. To je prvi let nekog Space Shuttlea u gotovo dvije i pol godine nakon nesreće Columbije.

### Kolovoz
- 2. kolovoza – Vojni udar srušio predsjednika Maaouiya Ould Sid Ahmed Tayu s vlasti Mauritanije.
- 6. kolovoza – Zrakoplov koji je letio iz Italije u Tunis srušio se u Sredozemno more. Poginulo je 16 od ukupno 39 putnika i članova posade.
- 9. kolovoza – Space Shuttle Discovery vratio se u vojnu bazu u Kaliforniji.
- 12. kolovoza – U atentatu u Colombu ubijen ministar vanjskih poslova Šri Lanke Lakshman Kadirgamar.
  - NASA lansirala Mars Reconnaissance Orbiter.
- 14. kolovoza – U padu ciparskog putničkog aviona Boeing 737 kraj Atene 122 mrtvih.
- 16. kolovoza – Zrakoplov McDonnell Douglas MD-80 kolumbijske kompanije West Caribbean Airways udario je u planinu u Venezueli zbog kvara oba motora. Poginula su 152 putnika.
- 29. kolovoza – Uragan Katrina pogodio je američku obalu Meksičkog zaljeva i gotovo potpuno poplavio grad New Orleans u saveznoj državi Louisiani. Poginulo je više od 1000 osoba, a 500.000 moralo je napustiti svoje domove.

### Rujan
- 5. rujna – 117 poginulih u zrakoplovnoj nesreći u Indoneziji.
- 19. rujna – Eksplozija pisma bombe u britanskom veleposlanstvu u Zagrebu.
- 24. rujna – Uragan Rita pogodio je američku obalu Meksičkog zaljeva i po drugi put u mjesec dana poplavio New Orleans. Savezne države Alabama, Louisiana, Mississippi i Teksas su također bile zahvaćene olujom.

### Listopad
- 1. listopada – 26 poginulih i više od 100 ozlijeđenih u bombaškom napadu na Baliju.
- 4. listopada – Uragan Stan pogodio je Meksiko i Srednju Ameriku ubivši više od 1620 ljudi.
- 8. listopada – Oko 80.000 ljudi poginulo je u potresu magnitude 7,6 koji je pogodio Kašmir.
- 19. listopada – Početak suđenja Saddamu Husseinu.

### Studeni
- 17. studenog – Vice Vukov zadobio teške ozljede glave nakon pada po stepenicama Hrvatskog sabora.
- 30. studenog – U Francuskoj obavljena prva transplantacija ljudskog lica.

### Prosinac
- 4. prosinca – Hrvatska teniska reprezenatacija osvojila Davis Cup. U dramatičnom finalu u Bratislavi, Hrvatska je pobijedila Slovačku s 3:2 i po prvi puta u povijesti osvojila Davis Cup.
- 6. prosinca – Iranski zrakoplov udario je u deseterokatnicu u Teheranu. Poginulo je svih 94 putnika i članova posade i 34 stanovnika zgrade.
- 11. prosinca – Požar u skladištu nafte sjeverno od Londona.

## Rođenja
- 21. siječnja – IShowSpeed, američki YouTuber i reper
- 11. veljače – Roko Farkaš, hrvatski atletičar
- 25. veljače – Arda Güler, turski nogometaš
- 15. ožujka – Nika Prevc, slovenska skijašica skakačica
- 19. travnja – Kobbie Mainoo, engleski nogometaš
- 8. svibnja – Martin Kosovec, hrvatski pjevač
- 8. svibnja – Lovro Zvonarek, hrvatski nogometaš
- 31. listopada – Leonor od Borbóna, španjolska princeza
- 15. studenoga – Matija Legović, hrvatski biatlonac

## Smrti

### Siječanj
- 2. siječnja – Edo Murtić, hrvatski slikar (* 1921.)
- 2. siječnja – Maclyn McCarty, američki genetičar (* 1911.)
- 6. siječnja – Ali Shukria, kosovski albanski političar (* 1919.)
- 11. siječnja – Franjo Hocenski, hrvatski političar (* 1945.)
- 16. siječnja – Miodrag Popović-Deba, srpski glumac (* 1928.)
- 17. siječnja – Virginia Mayo, američka glumica (* 1920.)
- 22. siječnja – Petar Guberina, hrvatski jezikoslovac (* 1913.)
- 23. siječnja – Johnny Carson, američki televizijski voditelj (* 1925.)
- 25. siječnja – Phillip Johnson, američki arhitekt (* 1906.)
- 26. siječnja – Alenka Rančić, hrvatsko-srpska glumica (* 1935.)
- 29. siječnja – Ephraim Kishon, izraelski humorist, dramatičar, scenarist i filmski redatelj (* 1924.)

### Veljača
- 2. veljače – Max Schmelling, njemački boksač (* 1905.)
- 4. veljače – Ossie Davis, američki glumac (* 1917.)
- 10. veljače – Arthur Miller, američki književnik (* 1915.)
- 10. veljače – Jean Cayrol, francuski književnik (* 1911.)
- 13. veljače – Lucia dos Santos, portugalska redovnica (* 1907.)
- 14. veljače – Rafik Hariri, libanonski premijer (* 1944.)
- 16. veljače – Nicole DeHuff, američka glumica (* 1975.)
- 20. veljače – Sandra Dee, američka glumica (* 1942.)
- 22. veljače – Simone Simon, francuska glumica (* 1910.)
- 22. veljače – Mladen Delić, hrvatski sportski komentator (* 1919.)

### Ožujak
- 3. ožujka – Rinus Michels, nizozemski nogometaš i trener (* 1928.)
- 6. ožujka – Teresa Wright, američka glumica (* 1918.)
- 6. ožujka – Hans Albrecht Bethe, njemačko-američki fizičar (* 1906.)
- 9. ožujka – Lucija Rudan, hrvatska pjesnikinja (* 1911.)
- 19. ožujka – John DeLorean, američki proizvođač automobila (DMC-12) (* 1925.)
- 22. ožujka – Clemente Domínguez y Gómez, španjolski svećenik (* 1946.)
- 29. ožujka – Johnnie Cochran, američki odvjetnik (* 1937.)
- 31. ožujka – Terri Schiavo, Amerikanka koja je bila u komi 15 godina, a njen slučaj je izazvao velik interes svjetske javnosti (* 1963.)

### Travanj
- 2. travnja – Ivan Pavao II., papa (* 1920.)
- 5. travnja – Saul Bellow, američki pisac i dobitnik Nobelove nagrade (* 1915.)
- 6. travnja – princ Rainier III., vladar kneževine Monako (* 1923.)
- 13. travnja – Nikola Ljubičić, general Jugoslavenske narodne armije i predsjednik Predsjedništva Srbije (* 1916.)
- 13. travnja – Nathaniel Weyl, američki ekonomist i pisac (* 1910.)
- 19. travnja – Ruth Hussey, američka glumica (* 1911.)
- 22. travnja – Eduardo Paolozzi, britanski slikar i kipar (* 1924.)
- 23. travnja – Sir John Mills, engleski glumac (* 1908.)
- 23. travnja – Andre Gunder Frank, njemački sociolog i ekonomist (* 1929.)
- 25. travnja – Mira Nikolić, srpska glumica (* 1936.)
- 26. travnja – Augusto Roa Bastos, paragvajski književnik (* 1917.)
- 26. travnja – Maria Schell, austrijska glumica (* 1926.)

### Svibanj
- 13. svibnja – Miroslav Šutej, hrvatski slikar i grafičar (* 1936.)
- 25. svibnja – Zoran Mušič, slovenski slikar (* 1909.)
- 27. svibnja – George Mikan, američki košarkaš (* 1924.)
- 27. svibnja – Dragoslav Andrić, srpski pisac i dramaturg (* 1923.)

### Lipanj
- 1. lipnja – George Mikan, američki košarkaš (* 1924.)
- 6. lipnja – Anne Bancroft, američka glumica (* 1931.)
- 13. lipnja – Álvaro Cunhal, portugalski političar (* 1913.)
- 17. lipnja – Tetjana Jablonska, ukrajinska slikarica (* 1917.)

### Srpanj
- 1. srpnja – Luther Vandross, američki pjevač (* 1951.)
- 4. srpnja – Marga López, meksička glumica (* 1924.)
- 6. srpnja – Claude Simon, francuski književnik (* 1913.)
- 17. srpnja – Ljiljana Kontić, srpska glumica (* 1931.)

### Kolovoz
- 1. kolovoza – Fahd bin Abdul Aziz al-Saud, saudijski kralj (* 1923.)
- 4. kolovoza – André Waterkeyn, belgijski hokejaš na travi (* 1917.)
- 8. kolovoza – Barbara Bel Geddes, američka glumica (* 1922.)
- 12. kolovoza – Lakshman Kadirgamar, ministar vanjskih poslova Šri Lanke (* 1932.)
- 16. kolovoza – Brat Roger, švicarski svećenik (* 1915.)
- 20. kolovoza – Miljenko Kovačić, hrvatski nogometaš (* 1973.)
- 22. kolovoza – Andrónico Luksic, čileanski poduzetnik (* 1926.)
- 24. kolovoza – Ratimir Kalmeta, hrvatski zemljopisac i znanstvenik (* 1916.)
- 29. kolovoza – Zvjezdana Bašić, hrvatska pijanistica i klavirska pedagoginja (* 1926.)
- 31. kolovoza – Sonja Hlebš, slovenska glumica (* 1927.)
- 31. kolovoza – Józef Rotblat, britanski fizičar (* 1908.)

### Rujan
- 12. rujna – John Slade, američki hokejaš na travi (* 1908.)
- 14. rujna – Robert Wise, američki filmski montažer, redatelj i producent (* 1914.)
- 15. rujna – Sidney Luft, američki producent (* 1915.)
- 19. rujna – Branko Mihaljević, hrvatski skladatelj, književnik i novinar (* 1931.)
- 20. rujna – Simon Wiesenthal, austrijski politički aktivist (* 1908.)
- 27. rujna – Ronald Golias, brazilski glumac (* 1929.)
- 28. rujna – Leo Sternbach, hrvatski kemičar (* 1908.)
- 28. rujna – Lorand Kilbertus, srpski glazbenik (* 1928.)
- 30. rujna – 
  - James Dean, američki televizijski i filmski glumac (* 1931.)
  - Mirko Sabolović, hrvatski romanopisac, književnik i scenarist (* 1935.)

### Listopad
- 2. listopada – Bert Eriksson, belgijski političar (* 1931.)
- 10. listopada – Milton Obote, ugandski političar (* 1924.)
- 20. listopada – Mirko Cvenić, hrvatski enigmat (* 1925.)
- 24. listopada – Rosa Parks, američka aktivistica za ljudska prava (* 1913.)
- 28. listopada – Ljuba Tadić, srpski glumac (* 1929.)

### Studeni
- 16. studenog – Henry Taube, kanadski znanstvenik (* 1915.)
- 21. studenog – Ivica Vukić, hrvatski glazbenik (* 1927.)
- 24. studenog – Pat Morita, američki glumac (* 1932.)
- 25. studenog – George Best, sjevernoirski nogometaš (* 1946.)
- 25. studenog – Richard Burns, engleski vozač relija (* 1971.)
- 25. studenog – Đorđe Kisić, bosanskohercegovački glazbenik (* 1934.)
- 26. studenog – Takanori Arisawa, japanski skladatelj (* 1951.)
- 29. studenog – Wendie Jo Sperber, američka glumica (* 1958.)

### Prosinac
- 1. prosinca – Mijo Horvat, hrvatski svećenik (* 1941.)
- 4. prosinca – Ignac Stipanić, hrvatski liječnik (* 1925.)
- 10. prosinca – Richard Pryor, američki komičar (* 1940.)
- 16. prosinca – John Spencer, američki glumac (* 1946.)
- 25. prosinca – Drago Britvić, hrvatski pjesnik, novinar, tekstopisac (* 1935.)
- 25. prosinca – Birgit Nilsson, švedska operna pjevačica (* 1918.)
- 28. prosinca – Stevo Žigon, srpski glumac i pisac (* 1926.)

### Nepoznat datum smrti
- Ivo Vlahović, hrvatski i bosanskohercegovački pjesnik (* 1918.)
- Ankica Oprešnik, hrvatska slikarica i grafičarka (* 1919.)
- Milovan Baletić, hrvatski novinar (* 1930.)
- Ante Fulgosi, hrvatski psiholog (* 1932.)
- Marin Mandić, hrvatski političar iz Mađarske (* 1943.)
- Borislav Vujčić, hrvatski književnik (* 1957.)

## Nobelova nagrada za 2005. godinu
- Fizika: Theodor Hänsch, John Hall, Roy Glauber
- Kemija: Yves Chauvin, Robert Howard Grubbs i Richard Royce Schrock
- Fiziologija i medicina: Barry Marshall, Robin Warren
- Književnost: Harold Pinter
- Mir: Mohammed el-Baradei
- Ekonomija: Robert Aumann, Thomas Schelling

## Vanjske poveznice
|  | Zajednički poslužitelj ima još gradiva o temi 2005. |

1. ↑  Objavljen prvi video na YouTubeu Pristupljeno 23. travnja 2025.